# Amt Sydtønder
Amt Südtondern (Amt Sydtønder) er et amt i det nordlige Tyskland, beliggende i den nordvestlige del af Kreis Nordfriesland. Kreis Nordfriesland ligger i den nordlige del af delstaten Slesvig-Holsten. Forvaltningen har til huse i byen Nibøl.
Amt Südtondern blev oprettet den 1. januar 2008 af kommunerne i de tidligere amter Bökingharde, Karrharde, Süderlügum og Wiedingharde, samt Læk og byen Nibøl. Det omfatter således fastlandsdelen af de tidligere Kreds Sydtønder bortset fra det tidligere Amt Medelby og er med 30 kommuner og næsten 40.000 indbyggere det største amt i Slesvig-Holsten.
Udover Nibøl har forvaltningen kontorer i Læk, Risum-Lindholm og Sønder Løgum.

## Tilhørende kommuner
| 1. Agtrup (tysk Achtrup) 2. Aventoft 3. Bosbøl (Bosbüll) 4. Brarup (Braderup) 5. Bramstedlund (Bramstedtlund) 6. Dagebøl (Dagebüll) 7. Ellehoved (Ellhöft) 8. Embsbøl-Horsbøl (Emmelsbüll-Horsbüll) 9. Enge-Sande 10. Friedrich Wilhelm Lübke Kog (Friedrich-Wilhelm-Lübke-Koog) | 1. Galmesbøl (Galmsbüll) 2. Holm 3. Humtrup (Humptrup) 4. Karlum 5. Klangsbøl (Klanxbüll) 6. Klægsbøl (Klixbüll) 7. Ladelund 8. Læk (Leck) 9. Læksgårde (Lexgaard) 10. Nykirke (Neukirchen) | 1. Nibøl (Niebüll), Stadt 2. Risum-Lindholm 3. Rødenæs (Rodenäs) 4. Spragebøl (Sprakebüll) 5. Stadum 6. Stedesand 7. Sønder Løgum (Süderlügum) 8. Tinningsted (Tinningstedt) 9. Ophusum (Uphusum) 10. Vestre (Westre) |